# Останній корабель
«Останній корабель» (англ. The Last Ship) — американський постапокаліптичний драматичний телесеріал 2014 р., заснований на однойменному романі Вільяма Брінклі.
В травні 2013 р. кабельна мережа TNT розмістила замовлення на 10 серій. Прем'єра відбулася 22 червня 2014 р. в 21:00 за північноамериканським східним часом.
18 липня 2014 р. «Останній корабель» продовжений на 13-серійний другий сезон.
11 серпня 2015 р. «Останній корабель» було продовжено на 13 серій третього сезону.

## Сюжет
Після глобальної пандемії, яка вбила чи заразила понад 80 % населення світу, команда (що складається з 217 чоловіків і жінок) ізольованого неінфікованого есмінця ВМФ США, вигаданого «Нейтана Джеймса», повинна спробувати знайти ліки і зупинити вірус, щоб врятувати людство.

## Ролі

### Головні
- Ерік Дейн — Том Чандлер, командир есмінця USS Nathan James (DDG-151)
- Рона Мітра — доктор Рейчел Скотт, палеомікробіолог
- Адам Болдвін — Майк Слеттері, виконавчий офіцер Nathan James
- Чарльз Парнелл[en] — Х'ю Джетер, старший рядовий радник судна
- Сем Спруел — Квінсі Тофет, палеомікробіолог.
- Тревіс Ван Вінкль[en] — лейтенант Денні Грін, лідер команди морських піхотинців Nathan James
- Марісса Нейтлінг — лейтенант Кара Фостер, офіцер бойового інформаційного центру
- Крістіна Елмор[en] — лейтенант Аліша Грандерсон, молодший співробітник палуби корабля
- Джон Пайпер-Фергюсон[en] — Текс, приватний підрядник безпеки, який приєднався до екіпажу в Гуантанамо
- Джоко Сімс[en] — лейтенант Карлтон Берк, керівник тактичних команд Nathan James

### Другорядні
- Енді Тран — лейтенант Енді Чунг, військово-морський інженер
- Фей Мастерсон[en] — лейтенант Андреа Гарнетт, головний інженер Nathan James
- Кевін Майкл Мартін — Міллер
- Пол Джеймс[en] — О'Коннор
- Максиміліано Ернандес — бортовий лікар
- Аліса Култхард — Келлі Тофет, дружина Квінсі, яка живе в неволі на російському судні. Пізніше врятований Nathan James
- Кріс Марс — Лінн, інженер на Nathan James
- Равіль Ісянов — адмірал Костянтин Миколайович Русков, капітан російського судна, який намагався отримати доктора Скотт і вакцину від Nathan James
- Грейс Кауфман — Ешлі Чандлер, дочка Тома, яка з'являється спогадах
- Айдан Суссман — Сем Чандлер, син Тома, який з'являється в спогадах

## Виробництво
У липні 2012 р. телеканал ТНТ замовив пілотний епізод для планованого телесеріалу за мотивами роману «Останній корабель» Вільяма Брінклі. Хенк Стейнберг і Стівен Кейн написали сценарій пілотного епізоду, Джонатан Мостоу був призначений його режисером. Епізод знятий в декількох районах Сан-Дієго, включаючи зйомки на борту американських есмінців «Халсей» і «Дьюї», останній брав участь у зйомках, як вигаданий «Нейтан Джеймс», і на кораблі-музеї «Айова».
Телесеріал спродюсувала компанія Platinum Dunes, включаючи Майкла Бея, Бредлі Фуллера, Ендрю Форма, Хенка Стейнберга і Стіва Кейна в ролі виконавчих продюсерів. Стейнберг також виступив як шоуранер телепроєкту.

## Критика
Рейтинг фільму на сайті IMD — 7,3/10.